# Mario Suárez Mata
Mario Suárez Mata, meglio noto come Mario Suárez (pronuncia spagnola: [ˈmaɾjo ˈswaɾeθ mata]; Madrid, 24 febbraio 1987), è un ex calciatore spagnolo, di ruolo centrocampista.

## Caratteristiche tecniche
È un centrocampista centrale con compiti prevalentemente difensivi. Giocatore molto muscolare, Mario Suárez è un mediano di rottura dotato di grandi capacità in fase di copertura. È abile nel recuperare la palla e far ripartire l'azione, inoltre possiede una buona velocità e progressione. La sua posizione ideale è il mediano in un centrocampo a 2 o mediano davanti alla difesa in centrocampo a 3.

## Carriera

### Club

#### Gli inizi
Nell'estate del 2006 venne prestato al Valladolid, militante in Seconda Divisione, con cui giocò 23 match e segnò 3 gol. Nella stagione seguente passò, sempre con la formula del prestito, al Celta Vigo per poi venire acquistato dal Mallorca: con i balearici disputò due ottime annate, in particolare nella seconda totalizzò 34 presenze (condite da 5 marcature) e diede un importante contributo alla qualificazione all'Europa League della sua squadra.

#### Il ritorno all'Atlético Madrid
Il 4 giugno 2010, l'Atlético Madrid ha esercitato l'opzione che permetteva di acquistare nuovamente il calciatore. È rimasto in panchina nel successo sull'Inter, valido per l'assegnazione della Supercoppa UEFA. Il 30 agosto 2010 ha giocato il primo incontro con la maglia rojiblanca, dopo essere tornato a vestirla: ha sostituito Raúl García per l'ultima mezz'ora della sfida vinta per 4-0 contro lo Sporting Gijón.
Il 16 settembre, è sceso in campo in luogo di Ignacio Camacho nella sconfitta per 1-0 sul campo dell'Arīs Salonicco, gara che ha segnato il suo esordio nelle competizioni europee per club. Il 10 aprile 2011 è arrivata la prima rete per i Colchoneros, nella vittoria per 3-0 sulla Real Sociedad. Partito come riserva, nel corso della stagione ha conquistato il posto da titolare a discapito di Paulo Assunção, diventando fondamentale nello scacchiere tattico di Quique Sánchez Flores.
Per tutta l'annata, però, ha dovuto convivere con dei problemi al pube. Per questo, al termine del campionato, i medici dell'Atlético Madrid hanno deciso di far operare il centrocampista, per risolvere così il problema. L'intervento, perfettamente riuscito, prevedeva che potesse tornare in campo in tempo per sostenere la preparazione con la formazione madrilena.
In questa nuova stagione, l'Atlético Madrid si è aggiudicato l'Europa League 2011-2012, con Mario Suárez che ha giocato da titolare la finale contro l'Athletic Bilbao, vinta per 3-0 ed in cui è risultato essere uno dei migliori in campo. Il 16 giugno 2012, ha rinnovato l'accordo che lo legava all'Atlético Madrid per altre cinque stagioni.
Per la stagione 2012-2013. è stato schierato titolare anche nella Supercoppa UEFA 2012, vinta per 4-1 sul Chelsea. Il 16 settembre 2012 segna il suo primo e ultimo gol stagionale ai danni del Rayo Vallecano, partita vinta 4-3. Il 26 settembre 2012 fornisce l'assist del momentaneo 3-2 a Diego Costa, in occasione della 3ª giornata di campionato, vinta poi dall'Atletico Madrid contro il Betis Siviglia per 4-2. Il 17 maggio 2013 ha vinto la Coppa del Re, giocando titolare, battendo il Real Madrid per 2-1.
Durante la stagione 2013-2014, il 17 maggio 2014, grazie al pareggio per 1-1 contro il Barcellona, vince il campionato insieme all'Atletico Madrid.

#### Anni successivi
Il 24 luglio 2015 si trasferisce a titolo definitivo alla Fiorentina nell'ambito dell'operazione che ha portato Stefan Savić all'Atlético Madrid più un conguaglio a favore dei viola di 10 milioni di euro con i cartellini valutati rispettivamente 25 e 15 milioni di euro, firmando un contratto quadriennale. Esordisce in maglia viola il 23 agosto nella partita di campionato Fiorentina-Milan (2-0), entrando al 67' al posto di Josip Iličič. Segna il suo primo gol il 1º novembre nella gara di campionato Fiorentina-Frosinone (4-1).
Il 1º febbraio 2016, dopo aver passato una prima parte di stagione fallimentare alla Fiorentina, si trasferisce al Watford, per 4 milioni di euro più eventuali bonus.
Il 16 agosto 2016 passa in prestito al Valencia.
L'11 luglio 2017, Suárez ha firmato per il Guizhou Hengfeng Zhicheng FC, squadra della Chinese Super League. È tornato in Spagna il 31 gennaio 2019, unendosi al     Rayo Vallecano.
Il 1º ottobre 2023 si ritira dall'attività agonistica.

### Nazionale
Il 3 febbraio 2013, a causa dell'infortunio di Xabi Alonso, è stato convocato da Vicente del Bosque in vista della sfida amichevole tra la nazionale maggiore spagnola e l'Uruguay. Il 6 febbraio, allora, è subentrato a Santi Cazorla a circa metà del secondo tempo, nella sfida vinta dalla formazione iberica con il punteggio di 3-1.
Torna ad essere convocato nella primavera 2015 per le gare contro Ucraina, valida per Euro 2016, e Olanda dove gioca da titolare nell'amichevole persa ad Amsterdam.

## Statistiche

### Presenze e reti nei club
Statistiche aggiornate al 31 gennaio 2016.
| Stagione               | Squadra                | Campionato             | Campionato | Campionato | Coppe nazionali | Coppe nazionali | Coppe nazionali | Coppe continentali | Coppe continentali | Coppe continentali | Altre coppe | Altre coppe | Altre coppe | Totale | Totale |
| Stagione               | Squadra                | Comp                   | Pres       | Reti       | Comp            | Pres            | Reti            | Comp               | Pres               | Reti               | Comp        | Pres        | Reti        | Pres   | Reti   |
| ---------------------- | ---------------------- | ---------------------- | ---------- | ---------- | --------------- | --------------- | --------------- | ------------------ | ------------------ | ------------------ | ----------- | ----------- | ----------- | ------ | ------ |
| 2005-2006              | Atlético Madrid        | PD                     | 4          | 0          | CR              | 2               | 0               | -                  | -                  | -                  | -           | -           | -           | 6      | 0      |
| 2006-2007              | Real Valladolid        | SD                     | 23         | 3          | CR              | 7               | 1               | -                  | -                  | -                  | -           | -           | -           | 30     | 4      |
| 2007-2008              | Celta Vigo             | SD                     | 26         | 2          | CR              | 1               | 0               | -                  | -                  | -                  | -           | -           | -           | 27     | 2      |
| 2008-2009              | Maiorca                | PD                     | 26         | 0          | CR              | 6               | 0               | -                  | -                  | -                  | -           | -           | -           | 32     | 0      |
| 2009-2010              | Maiorca                | PD                     | 34         | 5          | CR              | 4               | 1               | -                  | -                  | -                  | -           | -           | -           | 38     | 6      |
| Totale Maiorca         | Totale Maiorca         | Totale Maiorca         | 60         | 5          |                 | 10              | 1               |                    | -                  | -                  |             | -           | -           | 70     | 6      |
| 2010-2011              | Atlético Madrid        | PD                     | 27         | 2          | CR              | 4               | 0               | UEL                | 4                  | 0                  | SU          | 0           | 0           | 35     | 2      |
| 2011-2012              | Atlético Madrid        | PD                     | 28         | 0          | CR              | 0               | 0               | UEL                | 14                 | 0                  | -           | -           | -           | 42     | 0      |
| 2012-2013              | Atlético Madrid        | PD                     | 29         | 1          | CR              | 8               | 0               | UEL                | 5                  | 0                  | SU          | 1           | 0           | 43     | 1      |
| 2013-2014              | Atlético Madrid        | PD                     | 17         | 0          | CR              | 1               | 0               | UCL                | 5                  | 0                  | SS          | 2           | 0           | 25     | 0      |
| 2014-2015              | Atlético Madrid        | PD                     | 20         | 1          | CR              | 6               | 0               | UCL                | 8                  | 1                  | SS          | 1           | 0           | 35     | 2      |
| Totale Atlético Madrid | Totale Atlético Madrid | Totale Atlético Madrid | 125        | 4          |                 | 21              | 0               |                    | 36                 | 1                  |             | 4           | 0           | 186    | 5      |
| 2015-gen. 2016         | Fiorentina             | A                      | 9          | 1          | CI              | 0               | 0               | UEL                | 4                  | 0                  |             |             |             | 13     | 1      |
| gen. 2016-             | Watford                | PL                     | 15         | 0          | FAC+FLC         | 0               | 0               | -                  | -                  | -                  | -           | -           | -           | 15     | 0      |
| Totale carriera        | Totale carriera        | Totale carriera        | 258        | 15         |                 | 39              | 2               |                    | 40                 | 1                  |             | 4           | 0           | 341    | 18     |

### Cronologia presenze e reti in nazionale
| Cronologia completa delle presenze e delle reti in nazionale ― Spagna | Cronologia completa delle presenze e delle reti in nazionale ― Spagna | Cronologia completa delle presenze e delle reti in nazionale ― Spagna | Cronologia completa delle presenze e delle reti in nazionale ― Spagna | Cronologia completa delle presenze e delle reti in nazionale ― Spagna | Cronologia completa delle presenze e delle reti in nazionale ― Spagna | Cronologia completa delle presenze e delle reti in nazionale ― Spagna | Cronologia completa delle presenze e delle reti in nazionale ― Spagna |
| Data                                                                  | Città                                                                 | In casa                                                               | Risultato                                                             | Ospiti                                                                | Competizione                                                          | Reti                                                                  | Note                                                                  |
| --------------------------------------------------------------------- | --------------------------------------------------------------------- | --------------------------------------------------------------------- | --------------------------------------------------------------------- | --------------------------------------------------------------------- | --------------------------------------------------------------------- | --------------------------------------------------------------------- | --------------------------------------------------------------------- |
| 6-2-2013                                                              | Doha                                                                  | Spagna                                                                | 3 – 1                                                                 | Uruguay                                                               | Amichevole                                                            | -                                                                     | 70’                                                                   |
| 6-9-2013                                                              | Helsinki                                                              | Finlandia                                                             | 0 – 2                                                                 | Spagna                                                                | Qual. Mondiali 2014                                                   | -                                                                     | 90+1’                                                                 |
| 31-3-2015                                                             | Amsterdam                                                             | Paesi Bassi                                                           | 2 – 0                                                                 | Spagna                                                                | Amichevole                                                            | -                                                                     | 69’                                                                   |
| Totale                                                                |                                                                       | Presenze                                                              | 3                                                                     |                                                                       | Reti                                                                  | 0                                                                     |                                                                       |

## Palmarès

### Club

#### Competizioni nazionali
- Coppa di Spagna: 1

Atletico Madrid: 2012-2013
- Campionato spagnolo: 1

Atlético Madrid: 2013-2014
- Supercoppa di Spagna: 1

Atlético Madrid: 2014

#### Competizioni internazionali
- UEFA Europa League: 1

Atlético Madrid: 2011-2012
- Supercoppa UEFA: 2

Atletico Madrid: 2010, 2012

### Nazionale
- Campionato d'Europa Under-19: 1

2006